# Sòpater de Pafos
Sòpater de Pafos (Sopater, Σώπατρος) fou un escriptor grec que va escriure parodies i comèdies burlesques (φλυακογράφος), i va viure al temps d'Alexandre el Gran fins al regnat de Ptolemeu II (segons Ateneu de Naucratis) és a dir des de vers el 323 aC al 282 aC. Ateneu l'esmenta sovint i dona una llista de les seves obres, la mateixa que també apareix a Suides:
- Βακχίς
- Βακχίδος γάμος
- Βακχίδος μνηστῆρες
- Γαλάται
- Εὐβονλοθεόμβροτος
- Ἱππόλυτος
- Κνιδία
- Μύσται
- Μυστάκου Θητίον
- Νεκυία
- Ὀρέστης
- Πύλαι
- Σίλφαι
- Φακῆ
- Φυσιόλογος[1]